# Mühlhausen (Turingia)
Mühlhausen (pronunciación en alemán: /ˌmyːlˈhaʊ̯zn̩/ⓘ) es una ciudad situada en el noroeste del estado federal de Turingia, Alemania. Es la capital del distrito rural del Unstrut-Hainich.

## Historia
En los siglos XVII y XVIII tuvo una cierta importancia musical, que se manifestó en la contratación de buenos organistas, uno de ellos Johann Sebastian Bach. Según comentan sus biógrafos, su vida en esta población estuvo mediatizada por desagradables disputas teológicas, en boga en aquellos años.
Fue ciudad imperial libre desde 1251. Anexada por Prusia en 1803, pasó al Reino de westfalia de 1807 a 1813, cuando es recuperada de nuevo por Prusia.

## Ciudades hermanadas
- Tourcoing, Francia
- Eschwege, Alemania
- Münster, Alemania
- Kronstadt, Rusia
- Saxonburg, Estados Unidos